# فرنسوا دي باس
فرنسوا دي باس (بالهولندية: François de Bas)‏ هو مؤرخ وكاتب هولندي، ولد في 10 سبتمبر 1840 في لاهاي في هولندا، وتوفي بنفس المكان في 22 فبراير 1931.